# Ой (Канаґава)

35°19′36″ пн. ш. 139°9′23″ сх. д. / 35.32667° пн. ш. 139.15639° сх. д.
О́й (яп. 大井町, おおいまち, МФА: [oːi̯ mat͡ɕi̥]) — містечко в Японії, в повіті Асіґара-Камі префектури Канаґава. Станом на 1 квітня 2009 площа містечка становила 14,41 км². Станом на 1 липня 2011 населення містечка становило 17 776 осіб.